# هرم الأدغال (رواية)
هرم الأدغال هو المجلد السادس والخمسون من السلسلة الأصلية لكتب الغموض فتيان هاردي، الموجهة للأطفال والمراهيقين، والتي نُشرت بواسطة دار غروسيت ودنلاب. كُتب هذا الجزء من قِبل فنسنت بورانيلي لصالح مؤسسة ستراتماير في عام 1977، وتم نشره تحت الاسم المستعار فرانكلين دبليو. ديكسون.

## ملخص أحداث رواية
تبدأ القصة بعملية سرقة غامضة للذهب من دار سك العملة في ويكفيلد، حيث تُسرق كمية من الذهب دون أن يُفعّل نظام الإنذار، مما يثير حيرة الجميع. يُكلف فتيَان هاردي فرانك وجو, بمهمة التحقيق وتتبع الذهب المسروق.
لاحقًا، يتعرض متحف الفن القديم لعملية سرقة أخرى، تؤدي إلي فقدان قطعة أثرية ذهبية نادرة. يركّز الشك على رجل يُدعى بيدرو زيموغ، شوهد وهو يفرّ من المتحف بعد انطلاق صافرة الإنذار.
ثم تصل إلى الفتيين ملاحظة غامضة تحمل اسم زيموغ، تقودهما إلى مدينة زيورخ السويسرية، حيث يظهر شخص يدّعي معرفته بتفاصيل سرقة ذهب ويكفيلد. وبعد فترة قصيرة، يتلقيان ملاحظة أخرى تشير إلى زيموغ، لكنها هذه المرة تقودهما إلى مدينة مكسيكو.
في قلب الأدغال المكسيكية، يكتشف فرانك وجو هرمًا أثريًا يحتوي على عدد كبير من القطع الذهبية والتماثيل المنحوتة. ومن هناك، يتعقبان أثر العصابة التي تقف وراء تلك الجرائم.
في النهاية، ينجح الفتيان في كشف مخبأ العصابة، ويُحبطان خطتها بمساعدة والدهما فنتون هاردي، حيث يتم إلقاء القبض على الجناة واستعادة المسروقات.